# الجيش الاوكراني الغاليسي
كان الجيش الأوكراني الغاليسي القوة العسكرية لجمهورية غرب أوكرانيا الشعبية اثناء وبعد الحرب بين بولندا والاتحاد السوفيتي. في البداية، كان اسمه الجيش الغاليسي، ولكن لإنه كان غير راض عن التحالف بين أوكرانيا وبولندا، انضم لجيش انتون دينيكين (جنرال روسي من الجيش الأبيض الذي قاتل الشيوعيين خلال الحرب الأهلية الروسية)، وبعد ذلك تُغَيَر اسمه إلى «الجيش الأوكراني الغاليسي». انضمت القوة للجيش الأحمر الشيوعي في عام 1920، وبعد ذلك تغيَر اسمه إلى الجيش الأوكراني الغاليسي الأحمر. حلت الحكومة الشيوعية هذا الجيش بسبب انشقاق الكثير من جنوده وانضمامهم إلى القوات المناهضة للشيوعية في أوكرانيا وبولندا، واعتقلت الحكومة ضباطه وأعدمت بعضهم. أما الآخرين فاُرسِلوا إلى معسكرات اعتقال في بولندا.
حصل الجيش الأوكراني الغاليسي على أسلاحه من مستودعات نمساوية بالإضافة إلى معدات الجنود النمساويين والألمانيين السابقين الذين ذهبوا إلى غاليسيا بعد نهاية الحرب العالمية الأولى بالإضافة إلى تفكك الدول المركزية. ولكن، كانت مراكز الصناعة النمساوية العسكرية بعيدةً عن غاليسيا، وبالتالي كان إرسال التعزيزات صعبة، وادت هذه المصاعب إلى هزيمة الغالسيين في حربهم ضد بولندا.